# Trigastrotheca pentaphylla
Trigastrotheca pentaphylla là một loài thực vật có hoa thuộc họ Bình cu (Molluginaceae), được Carl Linnaeus mô tả khoa học lần đầu tiên năm 1753 dưới danh pháp Mollugo pentaphylla.
M. pentaphylla L., 1753 cho tới gần đây thường được định nghĩa rộng để gộp cả M. stricta L., 1762 như là M. pentaphylla var. stricta và Trigastrotheca rupestris (T.Cooke), Sukhor., 2016 như là Mollugo pentaphylla var rupestris T.Cooke, 1901.
Tuy nhiên, Sivarajan & Usha (1983) lại cho rằng M. pentaphylla chỉ nên giới hạn cho một phần quần thể tại Ấn Độ và Sri Lanka, trong khi tên gọi M. stricta nên được phục hồi cho đơn vị phân loại có phân bố rộng. Phân tích của Thulin et al. (2016) với 2 mẫu vật từ Ấn Độ và Sri Lanka được hỗ trợ mạnh như là có quan hệ chị-em với phần còn lại, như thế là phù hợp với quan điểm của Sivarajan & Usha (1983) và vì vậy M. stricta đã được các tác giả phục hồi như là một loài khác biệt dưới danh pháp Trigastrotheca stricta.  Phân tích của Sukhorukov & Kushunina (2016) cũng hỗ trợ việc tách Mollugo pentaphylla var rupestris thành loài độc lập.
Trigastrotheca pentaphylla, theo định nghĩa hẹp này, chỉ có ở Ấn Độ và Sri Lanka. Trong khu vực này, nơi cả T. stricta và T. pentaphylla cùng sinh tồn thì hai loài có thể dễ dàng phân biệt bằng hình dạng lá, ở chỗ các lá phía dưới của T. stricta có hình mũi mác tới elip hẹp và nhọn mũi trong khi các lá phía dưới của T. pentaphylla hình trứng ngược và tù mũi.
Các tài liệu về thực vật học tại Việt Nam phát hành trước năm 2016 vẫn đặt loài Trigastrotheca stricta (bình cu) dưới danh pháp Mollugo pentaphylla. Tuy nhiên, với việc phục hồi M. stricta = Trigastrotheca stricta thì quần thể có ở Việt Nam thuộc về loài này.

## Hình ảnh

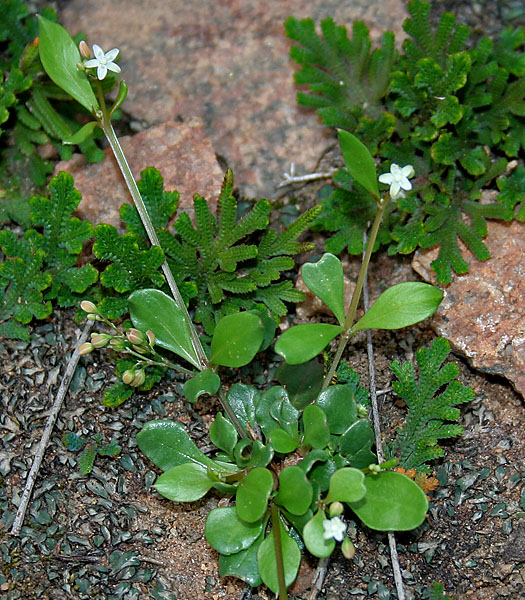
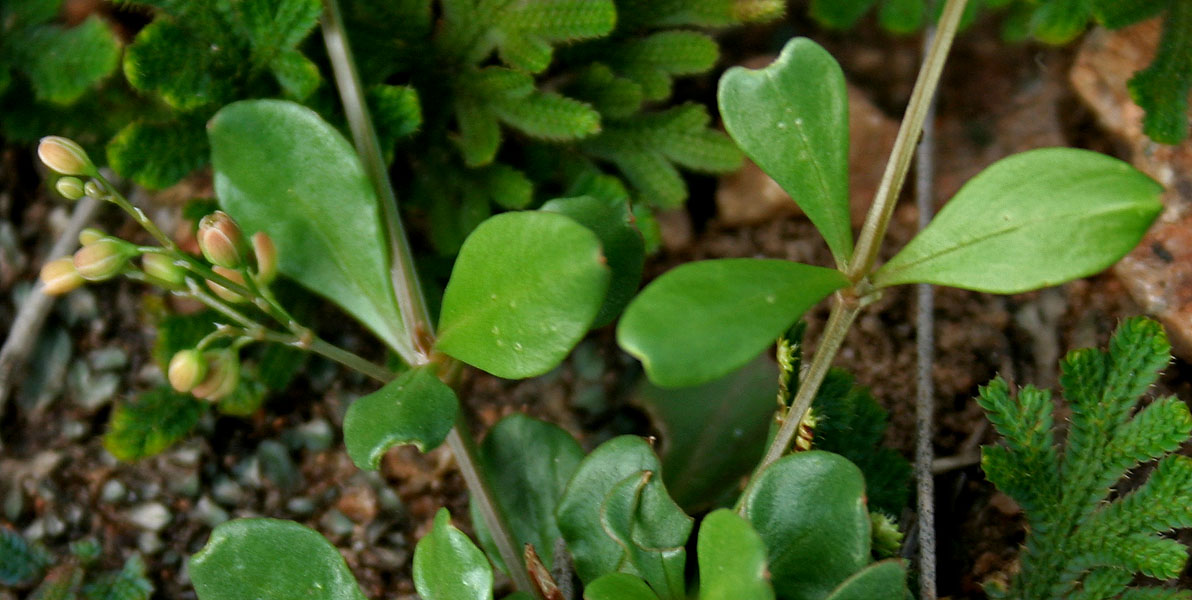
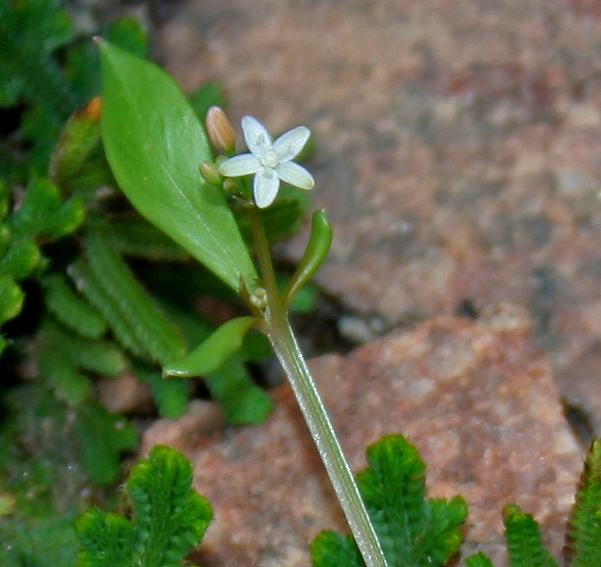
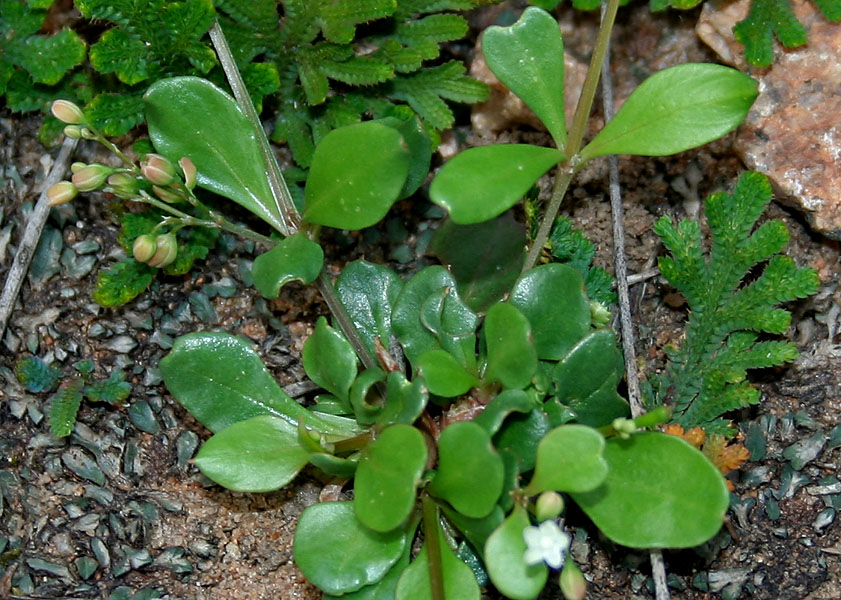